# Platytropesa auriceps
Platytropesa auriceps är en tvåvingeart som beskrevs av Macquart 1851. Platytropesa auriceps ingår i släktet Platytropesa och familjen spyflugor. Inga underarter finns listade i Catalogue of Life.